# Triumph of Death
Triumph of Death ist die zweite Demoaufnahme der schweizerischen Extreme-Metal-Band Hellhammer beziehungsweise ihre erste offizielle Veröffentlichung. Die darauf und auf der vorigen, inoffiziellen Aufnahme Death Fiend enthaltenen Lieder wurden am 10. und 11. Juni 1983 im Grave Hill Bunker, dem Proberaum der Band, mit einem tragbaren Acht-Spur-Studio aufgenommen und von Tom Warrior und Rol Fuchs, dem Besitzer des Studios, produziert. Death Fiend wurde verworfen und stattdessen Triumph of Death veröffentlicht. Triumph of Death avancierte zu einer der populärsten Demoaufnahmen im Metal-Untergrund.

## Titelliste
Original Kassette, 1983
1. Crucifixion – 3:02
2. Maniac – 4:00 †
3. (Execution) When Hell's Near – 2:37
4. Decapitator – 2:06
5. Blood Insanity – 4:21
6. Power of Satan – 4:09
7. Reaper – 2:06
8. Death Fiend – 2:34 †
9. Triumph of Death – 5:14
10. Metallic Storm – 2:19
11. Ready for Slaughter – 3:35 †
12. Dark Warriors – 3:02 †
13. Hammerhead – 2:47 †

Vinyl-Neuauflage inkl. Death Fiend, 1990
1. Angel of Destruction – 2:58 ††
2. Crucifixion – 3:02
3. Ready for Slaughter – 3:35 †
4. Death Fiend – 2:34 †
5. (Execution) When Hell's Near – 2:37
6. Chainsaw – 3:57 ††
7. Sweet Torment – 2:08 ††
8. Hammerhead – 2:47 †
9. Blood Insanity – 4:21
10. Reaper – 2:06
11. Maniac – 4:00 †
12. Triumph of Death – 5:14
13. Bloody Pussies – 4:58 ††
14. Power of Satan – 4:09
15. Decapitator – 2:06
16. Dark Warriors – 3:02 †
17. Metallic Storm – 2:19

† Titel die ebenfalls auf der Death Fiend enthalten sein sollten.
†† Titel ausschließlich auf der Death Fiend enthalten sein sollten.

## Stil
Hellhammers Musikstil bewegt sich zwischen punk-lastigem Metal und Doom-Metal-Stücken und ist stark von Venom inspiriert; Tom Warrior selbst bezeichnete die Band in ihrer ursprünglichen Form als Venom-Klon. Allerdings ist die Musik von Hellhammer roher und extremer.
Als Intro für das Stück Crucifixion diente der Beginn der Toccata und Fuge d-Moll BWV 565.